# ななこSOS
『ななこSOS』（ななこエスオーエス）は、吾妻ひでおの漫画作品。1983年にはフジテレビにて、テレビアニメ版が放送された。全39話。

## 概要
1980年より、光文社の『ポップコーン』に創刊号から連載。1981年に『ポップコーン』の休刊に伴い、代わりに創刊された『ジャストコミック』にも引き続き連載、1985年終了。2001年に個人誌『産直あづまマガジン』で復活した。ただし、2004年を最後に個人誌は出版されていない。2005年に発売された『ハヤカワコミック文庫』全3巻には、それぞれ新たに描き起しされた「ななこ1ページ劇場」が掲載されている。
みのり書房発行の『Peke』1979年1月号に掲載された『どーでもいんなーすぺーす』の『すーぱーがーる』という短編が『ななこSOS』の原型になったと言われている。『すーぱーがーる』は、ななこに似た気が弱いスーパー・ガールが主人公だが、『ななこSOS』とストーリーのつながりはない。なお『どーでもいんなーすぺーす』は奇想天外社発行の単行本『パラレル狂室』にも収録されている。
なお、「ななこ」という名前については、「若い女性の超能力者であること」と「原作者の吾妻が筒井康隆のファンである」ことから筒井の小説「家族八景」等の主人公「火田七瀬」が原点ではないかと推察する者があったが、吾妻は「関係ない。なんとなく弱々しい印象の名前を考えていて、思いついた。」旨の発言をしている。

## ストーリー
泣き虫のドジな超能力高校生「すーぱーがーる・ななこ」、ななこを利用して一攫千金をたくらむマッドサイエンティスト四谷永一郎、正義とななこを愛する小柄な常識人飯田橋博士の「すーぱーがーるカンパニー」の3人組は、悪い者連盟や、宇宙人・犯罪者・超能力者等のゲストキャラクーを巻き込み巻き込まれつつドタバタ劇を繰り広げる。

## 登場人物

### すーぱーがーるカンパニー
ななこの超能力を使って、愛と正義と世界平和を守るために、四谷が作った組織。愛と正義を守るための資金稼ぎが活動内容だが、なぜか内職や荷物運びの仕事が多い。
すーぱーがーる・ななこ
主人公の美少女。愛と正義のため、健気に戦う超能力女子高生。泣き虫のドジで、気が弱く、かなりの鈍感で惚れっぽい。能力的には、空中浮遊・テレポート・テレキネシス・変身（変装?）・透視・怪力・電撃技（ななこフラッシュ）等、俗にいう超能力技は、全て使え、かなり強力な超能力者であるが、力を奪われることが多い。
四谷や悪役連に、酷い目に合わされるが決して恨まない。
太りやすい体質で、ケーキ1個でもすぐに足首がなくなる。四谷を一途に愛しており、四谷の悪だくみにも渋々加担する。
四谷永一郎
ななこの超能力アドバイザーでマッドサイエンティスト。ななこを使って、すーぱーがーるカンパニーを設立。すーぱーがーるカンパニーを、巨大会社にして外国に進出、ついには世界征服という野望を抱いている。巨大ロボットから、バイオウィルスまで発明するが、あまり役立たたず金儲けにならない
ななこ、飯田橋と同級生だが、実は10歳で東大入学、ハーバード・ケンブリッジを経て数々の博士号を持つ。
趣味は、金儲けと世界征服。かなりの美形男子で、多くの女性に慕われるが、異性に興味がない。カラオケには目がなく、マイクを持つと離さない。文才があり、わずか1コマで本一冊分の執筆をする。
飯田橋博士
漫画家志望の小柄な男子高生。登校中に見かけた、ななこに一目惚れし強引に同じクラスに転校する。正義と愛の為、すーぱーがーるカンパニーに参加するが、四谷にいいように扱われている。
本作品中唯一の常識人で、するどい突っ込みする。ななこが、四谷に気があるのを感づいており、四谷を恋のライバル視している。時には、ななこを守るため、かなり無茶をする。

### 悪い者連盟（悪役連）
本作品の悪役のマッド・サイエンティストの集まり。全員ななこのファン。
Dr.石川
世界征服を目指す日本一（自称）のマッド・サイエンティスト。覆面した部下を引き連れて悪巧みを企てる。世界征服後に、平和な戦争の無い世界の独裁者になるのが目標である。白っぽいトレンチコートを身につけ、髭に眼鏡が額が食い込んだフランケンシュタインのような風貌をしている。
世界征服のために、ななこを襲う。時には、ななこを誘拐したり、仲間に勧誘したりもする。タマゴ焼きを好み、いつも齧りながら登場する。悪役連のリーダー的存在。モデルは、原作者の友人の漫画家のいしかわじゅん。
Dr.O友
超能力研究家で、マッド・サイエンティスト。丸眼鏡に小太りの中年男。ななこの超能力を奪って映画を作ろうとする。やがて、自分でもテレキネシスが使えるようになる。行動に一貫性が無く何を企んでいるのか、よく判らない。
アニメ版「五反田」のベースになったキャラクター。モデルは、原作者の友人の漫画家である大友克洋。
Dr.チャバネ
元はゴキブリで、マッド・サイエンティスト。ロボット作りの天才で、ロボット遊園地で子供たちを誘拐しゴキブリ人間に改造を企てる。配下に、チャバネ・ロボ軍団を率いる。頭のゴキブリの触覚は登場のたびに有無がまちまち。モデルは原作者のアシスタントだった沖由佳雄。
悪役連の四人で唯一アニメに登場していない。
国際セル密売組織の男
世界のアニメ・セル市場を席捲し、純真な若者をセルの魔力の虜にして莫大な利益を上げている組織の男。パーマ頭に、サングラス・大きな唇が特徴。組織は、マフィアに継ぐ暗黒街の大御所とも言われている。よく切れるセルを手裏剣のように武器として扱う。アニメ版「長万部」のベースになったキャラクターで、悪役連で登場しているうちに、長万部化が進み、ついには長万部そのものに変わった。 モデルは漫画家の計奈恵。

### その他
ななこの父親
新聞記者で、すーぱーまん。かなり短気でせっかちな性格。超能力は、ななこよりも強力。
ななこの母親
主婦で、すーぱーうーまん。かなりのんびりおっとりした性格。作品中は、空中浮遊と素手で弾丸を弾く能力を披露した。
作者のあじま
初期は、美形の漫画家と登場したこともあったが、後期にアル中時代を迎え、ななこが仕事場に見舞いに行くエピソードが光文社コミックのラストになる。のち文庫版のあとがきに登場し、ななこと共に作品の解説をする。

## 初出
- 『ポップコーン』（光文社、1980年4月～1981年2月）
- 『ジャストコミック』（光文社、1981年5月～1985年6月）
- 『ななこMY LOVE／吾妻ひでお　イラスト・ブック』（光文社、1983年11月） - 『悪魔のような貴男』描き下ろし
- 『ななこSOS』 5巻 光文社コミックス（光文社、1986年7月） - 『ななこ&ひでおのイラストーリー』描き下ろし
- 『産直あづまマガジン』（アズママガジン社（自費出版）、2001年7月～2004年7月）

## 単行本
- 『ジャストコミック増刊』　全5巻（光文社、1983年6月～1986年7月） - 5巻のみ『光文社コミックス』
- 『マグコミックス』 全5巻（マガジンハウス、1996年3月～1996年5月）
- 『ハヤカワコミック文庫』 全3巻（早川書房、2005年3月～2005年5月） - 『悪魔のような貴男』、『産直あづまマガジン1～3』 掲載分3話も収録

## イメージソング
1982年にキングレコードより発売。B面の『愛のロリータ』はきわどい歌詞で、歌詞の内容は『ななこSOS』とは関係がない。原良枝はロリータ声のナレーションを担当。
A面 - 『ななこSOS』
作詞・作曲・編曲 - 山本正之 / 歌 - 山本まさゆき
B面 - 『愛のロリータ』
作詞・作曲・編曲 - 山本正之 / 歌 - 山本まさゆき、原良枝

## 掲載リスト
| 話数   | サブタイトル                  | ゲストキャラクター                                   | 掲載誌           | 掲載号          |
| ------ | ----------------------------- | ---------------------------------------------------- | ---------------- | --------------- |
| ACT.0  | 悪魔のような貴男              | 金髪の悪魔/ななこ悪魔 悪役連                         | ななこMY LOVE    | 1983年11月 別冊 |
| ACT.1  | ななこ目覚める                | 校長先生/担任の先生 強盗                             | ポップコーン     | 1980年4月号     |
| ACT.2  | ななこ怒る                    | 万引の社長/万引き集団 警備員（ナハハ）               | ポップコーン     | 1980年6月号     |
| ACT.3  | ねこの首風雲録                | （ネコノクビ星雲帝国）皇帝 側近/超能力者/ピンク怪獣  | ポップコーン     | 1980年8月号     |
| ACT.4  | すーぱーがーる会社            | 意地悪なカラス スーパーラット                        | ポップコーン     | 1980年10月号    |
| ACT.5  | ななこ初恋                    | 美形のあじま先生 Dr.石川                             | ポップコーン     | 1980年12月号    |
| ACT.6  | ねらわれたななこ              | 国際セル・雪女・雪ウサギ 密売組織/変質者             | ポップコーン     | 1981年2月号     |
| ACT.7  | SG・2号登場                   | 下着泥棒/すーぱーがーる2号                           | ジャストコミック | 1981年5月号     |
| ACT.8  | 宇宙キップを買おう!!          | 生徒たち スペースインディアン                        | ジャストコミック | 1981年6月号     |
| ACT.9  | 財宝をさがせ!!                | 財宝ガードの大タコ                                   | ジャストコミック | 1981年7月号     |
| ACT.10 | すーぱームービー              | 怪獣俳優とマネージャー                               | ジャストコミック | 1981年8月号     |
| ACT.11 | Dr.石川の逆襲                 | Dr.石川/ロボットななこ                               | ジャストコミック | 1981年9月号     |
| ACT.12 | ななこの騎士（ナイト）        | 闘猫ダヤン クルクルサファリパーク園長                | ジャストコミック | 1981年10月号    |
| ACT.13 | 体育祭で金もうけ              | 生徒たち/父兄/校長                                   | ジャストコミック | 1981年11月号    |
| ACT.14 | ちかんとスランプ              | 痴漢/Dr.石川/案内係ロボ Dr.チャバネ                  | ジャストコミック | 1981年12月号    |
| ACT.15 | 超能力者製造機てん末記        | 超能力女王アリ/働きアリ オスアリ                     | ジャストコミック | 1982年1月号     |
| ACT.16 | セーラー服の流れ者1           | ゲテモノ一座/妖怪たち                                | ジャストコミック | 1982年2月号     |
| ACT.17 | セーラー服の流れ者2           | どろどろーズ/妖怪たち 雪男たち                       | ジャストコミック | 1982年3月号     |
| ACT.18 | 海底魔王ポセイドン            | 海底魔王ポセイドン ドクター不気味/人魚たち           | ジャストコミック | 1982年4月号     |
| ACT.19 | 赤ン坊地獄変                  | カッコー星の巨大赤ちゃん Dr.石川                     | ジャストコミック | 1982年5月号     |
| ACT.20 | カウンセラー開業!!            | 五月病の1年生/生徒たち                               | ジャストコミック | 1982年6月号     |
| ACT.21 | エスパー・ユキ!!              | エスパーユキ/Dr.石川                                 | ジャストコミック | 1982年7月号     |
| ACT.22 | スーパーモデル誕生!?          | モデルたち                                           | ジャストコミック | 1982年8月号     |
| ACT.23 | 消えた超能力                  | Dr.O友 超能力中和の少年                              | ジャストコミック | 1982年9月号     |
| ACT.24 | どろぼう台風                  | 女の子の台風/四谷台風                                | ジャストコミック | 1982年10月号    |
| ACT.25 | スーパー・ヨガ                | Dr.O友/破李拳竜 ヨガバン                             | ジャストコミック | 1982年11月号    |
| ACT.26 | 四谷の陰謀                    | 銀座のクラブママ/ホステス クラブの常連客             | ジャストコミック | 1982年12月号    |
| ACT.27 | スキー場の怪                  | スキーのカップル/時間犯罪者                          | ジャストコミック | 1983年1月号     |
| ACT.28 | 時間流の中で                  | 時間犯罪者/狂ったロボット タイムパトロール           | ジャストコミック | 1983年2月号     |
| ACT.29 | 老人と動物たち                | 山下動物園園長 芸達者の動物たち                      | ジャストコミック | 1983年3月号     |
| ACT.30 | 好敵手登場                    | 転校生の近藤和彦                                     | ジャストコミック | 1983年4月号     |
| ACT.31 | 超能力吸い取りロボット        | 近藤和彦/Dr.石川/秘書 すーぱー石川軍団               | ジャストコミック | 1983年5月号     |
| ACT.32 | 屋根より高い鯉のぼり          | 逃げた鯉のぼり/坊や                                  | ジャストコミック | 1983年6月号     |
| ACT.33 | 超能力オリンピック            | 世界の超能力者達                                     | ジャストコミック | 1983年7月号     |
| ACT.34 | 海底都市の秘密                | ネモモ船長/内気な部下 タツノオトシゴ型宇宙人         | ジャストコミック | 1983年8月号     |
| ACT.35 | 一夏のできごと                | かっぱの親子/Dr.石川 科学キャバレー常連客            | ジャストコミック | 1983年9月号     |
| ACT.36 | 四谷フィーバー                | 吉田なつみ なつみ父親                                | ジャストコミック | 1983年10月号    |
| ACT.37 | 海より深い父母の愛            | Dr.石川/悪役連 ななこの両親                          | ジャストコミック | 1983年11月号    |
| ACT.38 | 野獣の泉                      | 野獣の泉/手下の女番 番長の山本                       | ジャストコミック | 1983年12月号    |
| ACT.39 | イズ・ジス・ア・ムービー!?    | あじま親子他                                         | ジャストコミック | 1984年1月号     |
| ACT.40 | 雪の惑星ツアー                | スキー客                                             | ジャストコミック | 1984年2月号     |
| ACT.41 | 狂馬博士の憂うつ              | 狂馬博士/助手の安川 悪役連                           | ジャストコミック | 1984年3月号     |
| ACT.42 | ななこのお医者さん            | 学校医（あじま）/病原菌                              | ジャストコミック | 1984年4月号     |
| ACT.43 | 花に嵐                        | 山本係長/悪役連                                      | ジャストコミック | 1984年5月号     |
| ACT.44 | ななこスキャンダル            | 第1写真部デスク/部員 第2写真部きよし                 | ジャストコミック | 1984年6月号     |
| ACT.45 | ななこ実験助手                | 科学の石原先生 助手の原田ひろ子                      | ジャストコミック | 1984年7月号     |
| ACT.46 | 不良トマトとよばれて          | 関東悪純会のユミとエミ 人中会のマイコ/爆発女番       | ジャストコミック | 1984年8月号     |
| ACT.47 | 物体X現わる                   | A・ななこ/A・四谷 A・飯田橋                          | ジャストコミック | 1984年9月号     |
| ACT.48 | 恐怖のななこ中毒              | 生徒達                                               | ジャストコミック | 1984年10月号    |
| ACT.49 | 哀愁のロマコメ光線            | 少女漫画化要塞の首領 覆面の部下達                    | ジャストコミック | 1984年11月号    |
| ACT.50 | ななこ逃避行                  | 谷保会の竜三 ななこ命の社長                          | ジャストコミック | 1984年12月号    |
| ACT.51 | 伝説教室                      | 担任の先生/宴会部長 伝説の人々                       | ジャストコミック | 1985年1月号     |
| ACT.52 | ななこちゃんを僕に!           | ななこの両親                                         | ジャストコミック | 1985年2月号     |
| ACT.53 | ななこ先生一手ご指南を        | 超能力武者修行のケンイチ                             | ジャストコミック | 1985年3月号     |
| ACT.54 | ななこ山のいで湯で混浴する    | リウマチの老婆                                       | ジャストコミック | 1985年4月号     |
| ACT.55 | ななこ漫画のストーリーを作る  | あじま/流しのコンテ屋 悪い魔法使い                   | ジャストコミック | 1985年5月号     |
| ACT.56 | ななこ森林浴をする            | なし                                                 | ジャストコミック | 1985年6月号     |
| ACT.57 | ななこ&ひでおのイラストーリー | あじまひでお                                         | 単行本           | 1986年7月 5巻   |
| ACT.58 | 飯田橋 進化する!              | 転校生の桃山かおる バイオロゴバトス 飯田橋           | アズマガジン     | 2001年7月 1号   |
| ACT.59 | 侵略の儀式                    | 猫耳の異星人達 Dr.O友/Dr.石川                        | アズマガジン     | 2002年7月 2号   |
| ACT.60 | ななこアイスを売る            | 公園キャバレーのモモコ 通り魔（新人の刺子）          | アズマガジン     | 2003年7月 3号   |
| ACT.61 | パラレルウォーズ              | 喫茶店店主/ウエイトレス パラレル・ワールドの住人たち | アズマガジン     | 2004年7月 4号   |
| ACT.62 | キメラの巻                    | 安倍警部/源刑事 生徒会長の真角                       | アズマガジン     | 2016年8月 5号   |

※ACT.58～61は初出の「産直 あづまマガジン」では、ACT.57～60と表記。

## テレビアニメ版
ストーリー展開は、登場キャラクター達が大騒ぎした末、ななこが被害を受けるケースや騒ぎが収拾しないまま終わるケースが多かった原作とは異なる。
アニメ版の展開は、四谷らが「よろずカンパニー」の運営資金集めのために事件に首を突っ込むも、結局何も得られずに終わるというパターンが主である。
旅先などで、ななこが事件の切っ掛けとなるモノを見つける、というパターンもあった。
基本設定は原作がベースになっているほか、『ハイパードール』など、原作者・吾妻ひでおの他の漫画作品の設定も導入されている。
各メイン・キャラクターのデザインを含め､オリジナル・キャラクターとしてロボットの「コンビニエンジ・セブン&コンビニエンジ・イレブン」が設定された事や、四谷のライバル・キャラクターとして「長万部」「五反田」「小倉」「松戸」らが登場する事が原作版との相違点である。

### アニメ版ストーリー
自称「天才科学者」の高校生・四谷はある日、級友の飯田橋博士を“モルモット”に、超能力者を生み出す実験を行っていた。
その最中、2人の目前に唐突に現れた美少女こそ、この物語の主人公・ななこである。記憶を失ったななこは、その代償に超能力を得て“スーパーガール”になった。
そんなななこは、とても気が小さく純粋な少女だった。彼女は、その性格に付け込まれて世界征服を企む四谷の言うがままとなり、彼が設立したよろず請け負い会社「よろずカンパニー」の一員として働く事となった。
四谷は彼女の超能力を利用し、自らの夢「世界征服」を実現するため、巧妙にななこを丸め込む。「世界は私のためにある!超能力万歳!」。
その様な四谷の言動にいつも呆れる親友・飯田橋は、口癖の様にこう呟くのだった。「僕、頭が痛～いの…」。

### 登場人物・登場キャラクター
ななこ
声 - 木藤玲子
本編の主人公。純粋で､優しい心を持つ美少女である。
気が弱く泣き虫だが､他人が犯した悪事に目を瞑っていられないという正義感の強い一面も持っている。
天然ボケで人を疑う事を知らない純粋さのせいで､非常に騙されやすい。
四谷達が超能力者を生み出す実験を行っている最中に、空から降って来た。
記憶を失った代わりに得た超能力で“スーパーガール”となり、四谷､飯田橋と同じ学校に通いつつ、四谷が設立したよろず請け負い会社「よろずカンパニー」の一社員としても奮闘する。
身長153cm。B78.W58.H82。足のサイズ22cmで足首なし。パワー10万馬力。飛行速度150km/h。
髪の色は原作の亜麻色と異なり、深緑である。
四谷
声 - 三ツ矢雄二
自称・天才少年科学者で、基本的には冷静沈着だが突拍子もない言動が多い。
とことん我が道を往く独善的な性格の持ち主で､ななこと飯田橋を世界征服のためにこき使う。
高校生・発明家・科学者・よろず請け負い会社社長という4つの顔を持つ。自らが設立した「よろずカンパニー」を大企業に育て上げ、その財力で世界を平和的に征服する事を夢見ている。
駄洒落が好きだが、その面白さのレベルは「おやじギャグ程度」である。弱点は雨とゴキブリ。
常にサングラスを掛けているが、素顔は原作と同様に美男子。
飯田橋博士
声 - 古谷徹
四谷の級友で､ななこに好意を抱いている。「よろずカンパニー」唯一の営業部員であり、ツッコミ役。
熱血な正義漢で､気弱で騙されやすいななこを心配している。
思い込みが激しく女々しい部分もあり､ななこに振り向いてもらえない事や身長の事となるといじける。
奴隷の様にななこをこき使う四谷に対しては、時々厳しい言葉を放つ事がある。
将来の夢は、子ども達に夢と希望を与える漫画家になる事。
コンビニエンジ・セブン
声 - 龍田直樹
四谷がななこの監視用に制作した、「ペット・ロボット」。
ななこのピンチを救う役目も背負っている他、その超能力を強化するための道具なども持っている。
四谷の突拍子もない言動に時には呆れる事もあるが、彼を常に「社長」と呼び、慕っている。「ボス」と呼ぶ場合もある。ボディの色は、青。
なお、声を担当した龍田は頓宮恭子とともに、本作の次回予告のナレーションも担当。
コンビニエンジ・イレブン
声 - 頓宮恭子
コンビニエンジ・セブンと同様、ななこを監視するために四谷が作ったロボット。セブンとは同型で、双子の兄妹の様な関係で、ボディの色は赤色。
声を担当した頓宮は龍田とともに、本作の次回予告のナレーションも担当。
ドクター石川
声 - 銀河万丈
マッド・サイエンティスト。スノウ（声 - 塩屋浩三）を筆頭に、数人の部下を持つ。
「ロリータ・コンプレックス」という一面があり、第1話でななこに惚れて以来、彼女を手に入れようとして何度も四谷達の前に現れる。
好物は「玉子焼き」。四谷や長万部らと同様、世界征服を企んでいる。
部下のスノウが操縦するヘリコプターに乗って登場する。
小倉
声 - 古川登志夫
白スーツで決めたキザな美男子。小倉コンツェルンの二代目若社長であり、「鹿児島本線グループ」のリーダー。
ななこを商売に利用するだけでなく､ガールフレンドにしようと迫る。そのため、四谷をライバル視している。
先代から小倉家に仕える八幡､部下の「ホシガキ隊」の3人と行動を共にしている｡第11話より登場。
鹿マークが付いたヘリコプターに乗っている。
スノウ
声 - 塩屋浩三
長万部
声 - 田中康郎→滝口順平
北海道在住のマッド・サイエンティストで、登別､苫小牧など何人かの手下がいる。
世界征服のためにななこを欲しがっている。第2話より登場。熊の剥製を身に着け、いつも「ともろこし」を齧っている。口癖は「とうきび美味しい」。
熊がモチーフの潜水艦に乗っている。
※原作コミックACT.6に登場する、「国際セル密売組織」の男がモチーフ。
五反田
声 - 滝雅也
妖怪コレクター・怪物コレクターであるが、メカの操作にも長けている。ななこをコレクションに加えるため、付け狙う。
「山手線グループ」という駒込（声 - 永井一郎）など、数人の部下がいる。第3話より登場。
半魚人や怪獣を美しいと褒め称えるなど､独自の美的センスを持っている。
ビーム兵器などを備えた宇宙船に乗っている。
※原作版の「ドクター・O友」に相当するキャラクター。
八幡
声 - 藤井つとむ
松戸
声 - たてかべ和也
強者コレクター。男女を問わず屈強な（もしくは運動能力に長けた）人間をかき集め、その力で世界を征服しようとしている。
「常磐線グループ」のリーダー。武道の達人でも敵わないほど強力な超能力を持つななこを欲しがる。第8話より登場するが､出番は少ない。
モグラ型の地底メカに乗っている。
数学教師
声 - はせさん治
NO
声 - 大竹宏
ドラキュラ少年
声 - 三輪勝恵
科学者
声 - 佐藤正治
氷の女王
声 - 弥永和子
女王アリ
声 - 坪井章子
日墓里
声 - 蟹江栄司
カシム
声 - 兼本新吾
ハジム
声 - 山本圭子
ニカワ
声 - 野本礼三
エミリー
声 - 川浪葉子
チョウサン
声 - 野島昭生
ノザワーノ
声 - 八奈見乗児
百面相
声 - 千葉繁
刑事
声 - 寺田誠
ドジソン・クルーソー
声 - 宮内幸平
マリン
声 - 三橋洋一
シルック・バールズ
声 - 麻上洋子
早坂
声 - 納谷六朗
ジェイムズ・ヨンド
声 - 鈴置洋孝
優子
声 - 渡辺菜生子
高円寺
声 - つかせのりこ
貴婦人
声 - 向井真理子
少年
声 - 間嶋里美
キョーコ
声 - 潘恵子
トキの女王
声 - 山田栄子

### スタッフ
- 原作 - 吾妻ひでお
- 制作 - 壺田重三（国際映画社）
- 企画 - 大野幸正（フジテレビ）
- プロデューサー - つぼたしげお（国際映画社）、宮村妙子（国際映画社）
- 制作担当 - 土屋貴彦、川崎健司、鈴木一海
- 制作事務 - 小田すみえ
- シリーズ構成 - 山本優
- チーフ・ディレクター - 鴫野彰
- メインキャラクター・デザイン、オープニング作画 - 二宮常雄
- サブキャラクター・デザイン - 波止根良昭
- 美術監督 - 勝又激
- メカニック・デザイン - 塚本篤、あおいけなおみ、的場敦、森山雄治
- 撮影監督 - 菅谷信行
- 編集 - 吉田恵美子、辻井弘子（三陽編集室）
- 音楽 - 新田一郎
- 音楽協力 - 山本正之[注釈 1]
- 音響監督 - 小松亘弘
- 録音 - タバック
- キャスティング協力 - 青二プロダクション
- 現像 - 東映化学
- 製作 - フジテレビ、国際映画社

### 主題歌
オープニングテーマ - 『オレンジのダンシング』
エンディングテーマ - 『星空ノクターン』
作詞 - 伊藤アキラ / 作曲・編曲 - 新田一郎 / 歌 - 高橋みゆき

### 挿入歌
『ひと夏のサンバ』
作詞 - 伊藤アキラ / 作曲・編曲 - 新田一郎 / 歌 - 高橋みゆき
『NANAKO』
作詞 - 伊藤アキラ / 作曲・編曲 - 新田一郎 / 歌 - 高橋みゆき
古谷徹のみが歌唱しているバージョンも存在する。(ACT.18 北の果て物語)
『愛のシュークリーム』
作詞・作曲 - 谷山浩子 / 編曲 - 新田一郎 / 歌 - 高橋みゆき
主題歌候補。挿入歌としてクレジットされているが、アニメ本編では1度も使用されなかった。
『恋のタマゴ』
作詞・作曲 - 谷山浩子 / 編曲 - 新田一郎 / 歌 - 高橋みゆき
『愛のシュークリーム』シングルレコードのB面に収録。

### 各話リスト
放送日は関東地方（フジテレビ）のもの。
| #  | 放送日        | サブタイトル                     | 脚本       | 絵コンテ     | 演出         | 作画監督   |
| -- | ------------- | -------------------------------- | ---------- | ------------ | ------------ | ---------- |
| 1  | 1983年 4月2日 | 超能力の美少女                   | 山本優     | しぎのあきら | しぎのあきら | 高橋春男   |
| 2  | 4月9日        | 宇宙豆（そらまめ）の唄が聞こえる | 山本優     | しぎの義信   | しぎのあきら | 村田四郎   |
| 3  | 4月16日       | なやめる吸血少年?!               | 大橋志吉   | 鳥南乃       | しぎのあきら | 永木龍博   |
| 4  | 4月23日       | ボスとななこと機関銃             | 大橋志吉   | しぎの義信   | 秦泉寺博     | 木下敏治   |
| 5  | 4月30日       | オリーブは悪魔の匂い             | 大橋志吉   | 網野哲郎     | 網野哲郎     | 木下ゆうき |
| 6  | 5月7日        | 美しき氷の女王                   | 堀切京子   | 田代文夫     | 山谷善彦     | 飯野皓     |
| 7  | 5月14日       | 不思議の国のななこ               | 大橋志吉   | しぎの義信   | 篠幸裕       | 永木龍博   |
| 8  | 5月21日       | 暴れていいとも! 筋肉娘           | 石塚智子   | 永樹凡人     | 山谷善彦     | 村田四郎   |
| 9  | 5月28日       | 燃えろ・ショジョ寺拳法           | 大橋志吉   | しぎの義信   | 網野哲郎     | 木下ゆうき |
| 10 | 6月4日        | アラブより愛をこめて             | 鈴木裕美子 | 石田晋一     | 石田晋一     | 飯野皓     |
| 11 | 6月11日       | のんびりブッシュマン             | 堀切京子   | 永樹凡人     | 篠幸裕       | 永木龍博   |
| 12 | 6月18日       | ダイエット急行殺人事件           | 大橋志吉   | しぎの義信   | 山谷善彦     | 村田四郎   |
| 13 | 6月25日       | セーラー服のサウスポー           | 鈴木裕美子 | 網野哲郎     | 網野哲郎     | 木下ゆうき |
| 14 | 7月2日        | 八ツ仮面村の怪?!                 | 石塚智子   | 鳥南乃       | 山谷善彦     | 飯野皓     |
| 15 | 7月9日        | ななこの決死圏                   | 堀切京子   | 佐々木正光   | 篠幸裕       | 永木龍博   |
| 16 | 7月16日       | オオカミ男だぜい!                | 渋谷厚美   | しぎのあきら | しぎのあきら | 二宮常雄   |
| 17 | 7月23日       | 怪人、百面相の涙                 | 大橋志吉   | しぎの義信   | 篠幸裕       | 村田四郎   |
| 18 | 7月30日       | 北の果て物語                     | 大橋志吉   | 永木龍博     | 網野哲郎     | 木下ゆうき |
| 19 | 8月6日        | 漂流・100万年                    | 鈴木裕美子 | 秦泉寺博     | 須永司       | 菊地由行   |
| 20 | 8月13日       | ななこ、プロレスの味方です       | 物部次郎   | しぎの義信   | 山谷善彦     | 高橋春男   |
| 21 | 8月20日       | ひと夏の思い出                   | 鈴木裕美子 | しぎのあきら | 篠幸裕       | 二宮常雄   |
| 22 | 8月27日       | ななこ、ハリウッドする           | 堀切京子   | 鳥南乃       | 須永司       | 菊地由行   |
| 23 | 9月3日        | 南の島の秘宝                     | 物部次郎   | 網野哲郎     | 長尾粛       | 佐藤厚志   |
| 24 | 9月10日       | 異次元の冒険                     | しぎの義信 | 鳥南乃       | しぎのあきら | 村田四郎   |
| 25 | 9月17日       | ななこの料理パラダイス           | 鈴木裕美子 | 永樹凡人     | 篠幸裕       | 高橋春男   |
| 26 | 9月24日       | ななこ売ります                   | 物部次郎   | しぎの義信   | 須永司       | 菊地由行   |
| 27 | 10月1日       | ななこを愛したスパイ             | 物部次郎   | しぎのあきら | 山谷善彦     | 二宮常雄   |
| 28 | 10月8日       | わが心のバイオリン               | 阿部和彦   | 八尋旭       | 宮下恵子     | アベ正己   |
| 29 | 10月15日      | 大混線?! 王女とななこ            | 物部次郎   | 鳥南乃       | 篠幸裕       | 村田四郎   |
| 30 | 10月22日      | スーパーボーイ・ななお           | 大橋志吉   | しぎの義信   | 長尾粛       | 二宮常雄   |
| 31 | 10月29日      | 危うし!よろずカンパニー          | 鈴木裕美子 | 網野哲郎     | 山谷善彦     | 菊地由行   |
| 32 | 11月5日       | いけいけ!マリンウォーズ          | 阿部和彦   | しぎのあきら | 宮下恵子     | 二宮常雄   |
| 33 | 11月12日      | 小倉のプロポーズ大作戦           | 物部次郎   | しぎの義信   | 篠幸裕       | アベ正己   |
| 34 | 11月19日      | 消えた超能力?!                   | 物部次郎   | しぎの義信   | 山谷善彦     | 村田四郎   |
| 35 | 11月26日      | 四谷にホレた天才少女?!           | 渡辺麻実   | 長尾粛       | 長尾粛       | 下田正美   |
| 36 | 12月3日       | ななこの御見舞い日記             | 阿部和彦   | 香川豊       | 香川豊       | 二宮常雄   |
| 37 | 12月10日      | 星に願いを                       | 鈴木裕美子 | しぎの義信   | 長尾粛       | 下田正美   |
| 38 | 12月17日      | トキと駆ける美少女               | 山本優     | 網野哲郎     | 網野哲郎     | アベ正己   |
| 39 | 12月24日      | また会う日まで                   | 山本優     | しぎの義信   | しぎの義信   | 村田四郎   |

### 放送局
※放送系列は放送当時、放送日時は個別に出典が掲示されている局を除き1983年11月中旬 - 12月上旬時点のものとする。
| 放送地域       | 放送局         | 放送日時                                                        | 放送系列       | 備考                                                                                       |
| -------------- | -------------- | --------------------------------------------------------------- | -------------- | ------------------------------------------------------------------------------------------ |
| 関東広域圏     | フジテレビ     | 土曜 18:00 - 18:30                                              | フジテレビ系列 | 制作局                                                                                     |
| 北海道         | 北海道文化放送 | 土曜 18:00 - 18:30                                              | フジテレビ系列 |                                                                                            |
| 福岡県         | テレビ西日本   | 土曜 7:30 - 8:00                                                | フジテレビ系列 |                                                                                            |
| 近畿広域圏     | 関西テレビ     | 土曜 8:00 - 8:30                                                | フジテレビ系列 |                                                                                            |
| 岩手県         | テレビ岩手     | 月曜 - 金曜 6:10 - 6:40                                         | 日本テレビ系列 | 1984年頃に放送。                                                                           |
| 山形県         | 山形テレビ     | 月曜 - 金曜 7:30 - 8:00                                         | フジテレビ系列 | 1984年頃に放送。                                                                           |
| 宮城県         | 仙台放送       | 火曜 16:30 - 17:00                                              | フジテレビ系列 |                                                                                            |
| 福島県         | 福島中央テレビ | 火曜 17:00 - 17:30（第9話まで）→ 土曜 6:17 - 6:45（第10話から） | 日本テレビ系列 | 1985年に放送。 4月9日放送の第9話で一時中断後、6月8日放送の第10話から放送再開。             |
| 新潟県         | 新潟総合テレビ | 月曜 16:30 - 17:00                                              | フジテレビ系列 | 現・NST新潟総合テレビ。 1983年9月まではテレビ朝日系列とのクロスネット局。 1986年頃に放送。 |
| 富山県         | 富山テレビ     | 火曜 16:50 - 17:20                                              | フジテレビ系列 | 1984年3月6日から1985年1月29日まで放送                                                      |
| 石川県         | 石川テレビ     | 木曜 16:55 - 17:25                                              | フジテレビ系列 |                                                                                            |
| 中京広域圏     | 東海テレビ     | 金曜 16:30 - 17:00                                              | フジテレビ系列 |                                                                                            |
| 岡山県・香川県 | 岡山放送       | 月曜 - 木曜 17:30 - 18:00                                       | フジテレビ系列 | 1984年頃に放送。                                                                           |
| 広島県         | テレビ新広島   | 水曜 16:30 - 17:00                                              | フジテレビ系列 |                                                                                            |

### 備考
- 四谷と飯田橋の設定は、『鉄腕アトム』の天馬博士と御茶ノ水博士に由来している。⇒ななこ（＝アトム）を見つけた（作った）四谷（＝天馬博士）と、育てた飯田橋（＝御茶ノ水博士）
- 当初の予定キャストは、四谷役が古谷徹で飯田橋役が三ツ矢雄二だったが、テストアフレコ時に入れ替わる事になった。
- アニメ版のオリジナル・キャラクターの“コンビニエンジ・セブン&～・イレブン”は、スポンサーのセブン-イレブンに由来している。また、彼らが担当する次回予告の締め台詞「今度も見てて良かった!」は、当時のキャッチコピー「開いてて良かった」が元ネタである。
- ななこパワーアップ時の「ななこ～SOS!ななこ～SOS!」のコールは、アントニオ猪木の入場曲『イノキボンバエ』のパロディー。これは、第06話以降のアイキャッチ映像でも使用されている。なお、パワーアップ後には、セーラー服からスーパーマンの様なコスチュームに衣装を変えていた。
- 「ドクター石川」のモデルとなった漫画家・いしかわじゅんはアニメ化が気に入らず、当時のアニメ誌『マイアニメ』の特集のインタビューでは、プロレスの話ばかりした。
- ななこのキャラクターデザインの特徴として最も重要な部分として、いわゆる「大根足」と呼ばれる、脚全体のシルエットも太く足首のくびれがほとんどない事が挙げられる。これは、作者・吾妻のフェティシズムであり、拘りであるという。当時のアニメ誌では、それに「ななこ足」とキャプションをつけていた。時には、他のアニメに登場する女性キャラと比較し、80年代当時、他に類を見ない愛らしい足首として掲載していた。
- エンディング映像の歩くななこは、スタート当初は動画の乱れのため妙な早歩きだった。しかし後に修正され、『星空ノクターン』の曲調に合わせたゆっくりとした歩く動きになった。
- 2006年8月より、全39話を収録したDVD（全10巻）が、デジタルサイトから発売された。2014年2月には、DVD‐BOX（「デジタルリマスター版」）が、TCエンタテインメント株式会社より発売されている。

## ディスコグラフィー

### シングル
- 「ななこSOS」 / 「愛のロリータ」
  - イメージソングの項参照
- 「オレンジのダンシング」 / 「星空ノクターン」
  - 主題歌参照
- 「愛のシュークリーム」 / 「恋のタマゴ」
  - 挿入歌参照
- 「ひと夏のサンバ」 / 「NANAKO」
  - 挿入歌参照

### アルバム

#### ななこSOS 音楽篇
発売日:1983(LP) / 1994.2.23(CD:ビクター・アニメ・ミュージック殿堂シリーズ6)
音楽 - 新田一郎 / 演奏 - NANAKOバンド / 歌 - 高橋みゆき
A面 <ヴォーカル篇> 
1. オレンジのダンシング
2. ひと夏のサンバ
3. NANAKO
4. マーブル色のビーナス
5. 星空ノクターン

B面 <BGM篇>
1. 古城～ファンファーレ～ななこ変身!!～明るいななこ～微笑むななこ～ななこ悲しい
2. 飛ぶななこ～スーイスーイと美しく～事件を感じて
3. 斗う～走るななこ～事件発生～斗い
4. 月光美しく～静かな～夕日が美しい～さびしい
5. バラ色に耀く未来～悪夢の中～現代的～アメリカ西部のド田舎～日本のド田舎～明るい大都会
6. 不思議だなァ～ななこのお部屋～飛ぶコンビニエンジ
7. 明るくニギヤカに～希望に燃えて～さわやかに～予告篇用～古城

#### ななこSOS ドラマ篇
TVアニメのサウンドトラックではなく、オリジナルのオーディオドラマ。A面「悪魔のような貴男」は書籍「ななこMY LOVE」と、B面の「イズ・ジス・ムービー?!」はコミックACT.39「イズ・ジス・ア・ムービー!?」とタイアップ企画。「イズ・ジス・ムービー?!」には原作者の吾妻ひでおも出演しており、コミックにはその際のエピソードも描かれている。
A面 「悪魔のような貴男」
1. 悪魔のような貴男 PART1
2. 悪魔のような貴男 PART2
3. 悪魔のような貴男 PART3(挿入歌「ひと夏のサンバ」)
4. 悪魔のような貴男 PART4
5. 悪魔のような貴男 PART5
6. 恋のタマゴ

B面 「イズ・ジス・ムービー?!“これが映画か?!”」
1. イズ・ジス・ムービー?!PART1
2. イズ・ジス・ムービー?!PART2
3. イズ・ジス・ムービー?!PART3(挿入歌「愛のシュークリーム」)
4. イズ・ジス・ムービー?!PART4
5. イズ・ジス・ムービー?!PART5
6. 愛のシュークリーム

#### ななこSOS ドラマ篇II
A面はTVアニメ第30話のサウンドトラックで、オープニング・エンディングテーマもTVサイズ。B面はセリフ名場面集。
A面
1. オープニング･テーマ オレンジのダンシング
2. スーパーボーイ･ななお PART1
3. スーパーボーイ･ななお PART2
4. スーパーボーイ･ななお PART3
5. スーパーボーイ･ななお PART4
6. スーパーボーイ･ななお PART5
7. エンディング･テーマ 星空ノクターン

B面
1. 超能力の美少女(第1話)より
2. 悩める吸血少年!?(第3話)より
3. ダイエット急行殺人事件(第12話)より
4. 漂流･100万年(第19話)より
5. 怪人、百面相の涙(第17話)より
6. ななこのお見舞日記(第36話)
7. ボスとななこと機関銃(第4話)より

#### ななこSOS《音楽篇 / ドラマ篇I～II》
発売日:1999年06月23日
- ビクター・アニメ・殿堂ツインシリーズ(20)。アルバム3枚をCD2枚に音楽篇・ドラマ篇I・IIの順でそのまま収録。

## ゲーム
1984年に8ビットパソコン用、1997年にWindows用のゲームが発売されている。
8ビットパソコン用ゲーム　
パソコン雑誌『テクノポリス』のテクノポリス・ゲームソフト・コンテストのアドベンチャー部門優秀作のアドベンチャーゲームとして発表され、PC-8801版とFM-7版が市販化された。コマンド入力形式のアドベンチャーゲームである。入力は「ななこ言葉」に対応しており、原作を知らないと確実にクリアできない。作者は藤井保則。
Windows用ゲーム　
富士通パレックスとファミリーソフトが企画・制作し、富士通パレックスが発売した。カードバトルゲーム。Windows 3.1 / 95対応。初回特典として、原画イラストカードが付いている。ビジュアルシーンはフルボイス対応。また、日髙のり子の歌唱による主題歌が収録されている。